# Dolișnii Lujok, Drohobîci
Dolișnii Lujok (în ucraineană Долішній Лужок) este o comună în raionul Drohobîci, regiunea Liov, Ucraina, formată numai din satul de reședință.

## Demografie
Componența lingvistică a comunei Dolișnii Lujok
     Ucraineană (100%)
Conform recensământului din 2001, toată populația comunei Dolișnii Lujok era vorbitoare de ucraineană (100%).